# Tegelsmora landskommun
Tegelsmora landskommun var tidigare en kommun i Uppsala län.

## Administrativ historik
Den 1 januari 1863, när kommunalförordningarna började tillämpas, skapades över hela riket cirka 2 500 kommuner, varav 89 städer, 8 köpingar och resten landskommuner.
Då inrättades i Tegelsmora socken i Olands härad i Uppland denna kommun.
1952 genomfördes den första av 1900-talets två genomgripande kommunreformer i Sverige. Denna kommun uppgick då i Vendels landskommun som 1974 uppgick i Tierps kommun.

## Politik

### Mandatfördelning i Tegelsmora landskommun 1938-1946
| 14 | 5 |  | 5 |

| 25 |

| 15 | 10 |

| 25 |

| 2 | 14 | 9 |

| 24 |